# Variable Beta Cephei
Els estels variables Beta Cephei són un tipus d'estels variables que presenten variacions en la seva lluentor a causa de pulsacions en la superfície de l'estel. El punt de màxima lluentor correspon aproximadament a la màxima contracció de l'estel. Les variacions típiques estan entre 0,01 i 0,03 magnituds i els períodes entre 0,1 a 0,6 dies. L'arquetip d'aquestes variables, l'estrella Beta Cephei, a la que deuen el seu nom, presenta una oscil·lació en la seva lluentor de magnitud aparent +3,16 a +3,27 amb un període de 4,57 hores.
Són estels de tipus espectral B0-B3, que en el diagrama de Hertzsprung-Russell se situen lleugerament per sobre de la seqüència principal, amb magnituds absolutes entre -3 i -5. Actualment se suposa que són estels que estan abandonant la seqüència principal i sofreixen per això una lenta expansió i una disminució de la seva densitat, la qual cosa comporta un augment en el període de pulsació.
Aquests estels no han de ser confoses amb els estels variables Cefeides, anomenades així per Delta Cephei.

## Principals variables Beta Cephei
| Nom           | Nomenclatura de Bayer | Tipus espectral | Magnitud aparent màxima | Amplitud de la variació (magnituds) |
| ------------- | --------------------- | --------------- | ----------------------- | ----------------------------------- |
| Hadar o Agena | Beta Centauri         | B1 III          | 0,61                    | 0,045                               |
| Becrux        | Beta Crucis           | B0.5 IV         | 1,23                    | 0,08                                |
| Shaula        | Lambda Scorpii        | B1.5 IV         | 1,62                    | 0,06                                |
| Murzim        | Beta Canis Majoris    | B1 II-III       | 1,93                    | 0,07                                |
|               | Epsilon Centauri      | B1 III          | 2,29                    | 0,02                                |
|               | Alfa Lupi             | B1.5 III        | 2,29                    | 0,05                                |
| Girtab        | Kappa Scorpii         | B1.5 III        | 2,41                    | 0,01                                |
|               | Alfa Muscae           | B2 IV-          | 2,68                    | 0,05                                |
| Decrux        | Delta Crucis          | B2 IV           | 2,78                    | 0,06                                |
|               | Gamma Pegasi          | B2 IV           | 2,78                    | 0,11                                |
| Al Niyat      | Sigma Scorpii         | B2 III + O9.5   | 2,86                    | 0,08                                |
|               | Èpsilon Persei A      | B0.5            | 2,88                    | 0,12                                |
| Alfirk        | Beta Cephei           | B2 III          | 3,16                    | 0,11                                |
|               | Delta Lupi            | B1.5 IV         | 3,20                    | 0,04                                |

Font: Variables of b Cephei type (Alcyone)